# Amphiroa anceps
Amphiroa anceps (Lamarck) Decaisne, 1842 é o nome botânico de uma espécie de algas vermelhas pluricelulares do gênero Amphiroa.
- São algas marinhas encontras na África, ilhas do Oceano Índico, Austrália e Nova Zelândia.

## Sinonímia
- Bostrychia anceps (Lamarck) Decaisne
- Corallina anceps Lamarck, 1815
- Amphiroa dilitata J.V. Lamouroux, 1816
- Galaxaura versicolor Sonder, 1845
- Amphiroa galaxauroides Sonder, 1848
- Amphiroa bowerbankii Harvey, 1849